# Rooney (groupe)
Pour les articles homonymes, voir Rooney.
Rooney est un groupe de rock indépendant américain, originaire de Los Angeles, en Californie. Le groupe est actuellement composé trois membres : Robert Schwartzman, Boaz Roberts, et Sean Sobash.

## Biographie

### Origines (1999–2002)
Rooney est formé en 1999 à Los Angeles, en Californie. Le nom du groupe vient du personnage principal dans le film de 1986 La Folle Journée de Ferris Bueller (Ferris Bueller's Day Off).
Leur style musical rappelle le mouvement musical du milieu des années 1980, la British Invasion ainsi que la musique pop de la même époque et a été comparée à celle des groupes The Beatles, The Cars et Blur. Ayant été en tournée avec des groupes comme Weezer et The Strokes, le site officiel de Rooney indique que le groupe « a réussi à capturer des éléments du passé des quatre dernières décennies et les rend modernes aujourd'hui. »

### Débuts (2003–2005)
En 2004, ils apparaissent dans un épisode de la série Newport Beach (The O.C. ; saison 1, épisode 15 : Sur la touche), dans lequel ils organisent un concert. Dans cette même série, ils ont également leur affiche représentant leur emblème (l'ours brun de Californie) affiché sur le mur de la chambre du personnage Seth Cohen. Leur morceau Blueside est présent sur la bande son de Tiger Woods PGA Tour 2004.

### Calling the World(2006–2008)
En 2006, Rooney fait une tournée aux États-Unis avec Kelly Clarkson de fin juin à début août. Durant leur dernière tournée, Kelly fait plusieurs blagues sur le groupe au cours de leurs représentations, en commençant avec une blague qui consiste à les présenter comme the teen sensations from Cleveland, Ohio, RODNEY! devant plus de 20 000 personnes. Leur morceau The Sleep Song, qui n'est présent dans aucun album à cette date est inclus deux fois dans le film The Chumscrubber sorti en 2005, et est par la suite recherché par de nombreux fans du film. Le morceau n'existe que dans sa version démo et n'est présent que sur les réseaux de partage de fichiers. Un vinyle 45 tours est également publié en 2006 pour le titre When Did Your Heart Go Missing?.
Le 6 mars 2007 le single When Did Your Heart Go Missing? est sorti sur le MySpace officiel du groupe. Le nom de l'album a été par la même occasion révélé: Calling the World. When Did Your Heart Go Missing? est utilisée dans l'épisode 2 de la saison 1 de Gossip Girl.

### The Wild OneetEureka(2009–2015)
Rooney travaille sur le thème de la série d'animation Iron Man: Armored Adventures sur Nicktoons. La chanson est publiée en ligne le 29 mars 2009, et l'émission est diffusée le 24 avril 2009. Plus tard, leur EP Wild One est publié uniquement pendant les concerts. Le groupe démarre une tournée d'hiver avec Tally Hall et Crash Kings le 27 novembre 2009 à Los Angeles. Puis ils publient de nouveaux morceaux sur MySpace.
Le troisième album de Rooney, Eureka est publié le 8 juin 2010, à travers leur propre label California Dreaming Records, filiale de Warner Music Group. Le bassiste Matthew Winter quitte le groupe en février après l'enregistrement. L'album comprend le single I Can't Get Enough. Avec leur nouveau bassiste, Brandon Schwartzel, Rooney tourne encore en été 2010 avec les groupes The Young Veins et Black Gold. Holdin' On est le second single de l'album, qui est publié en 2011.

### Washed Away(depuis 2016)
En février 2016, Robert Schwartzman annonce l'enregistrement de nouveaux morceaux et une nouvelle formation. Entretemps, ils sortent le single Come On Baby. 
Le 4 mars 2016, Schwartzman annonce le single My Heart Beats 4 U. Leur nouvel album, intitulé Washed Away, est annoncé pour le 16 mai. Schwartzman s'occupe des instruments sur l'album aux côtés d'autres musiciens de session comme le guitariste Taylor Johnson et le batteur Joel Plotnik.

## Membres
- Robert Schwartzman – chant, guitare rythmique
- Boaz Roberts - guitare solo
- Sean Sobash - basse
- Maxwell Flanders - batterie
- Matthew Jordan - claviers